# Limnades

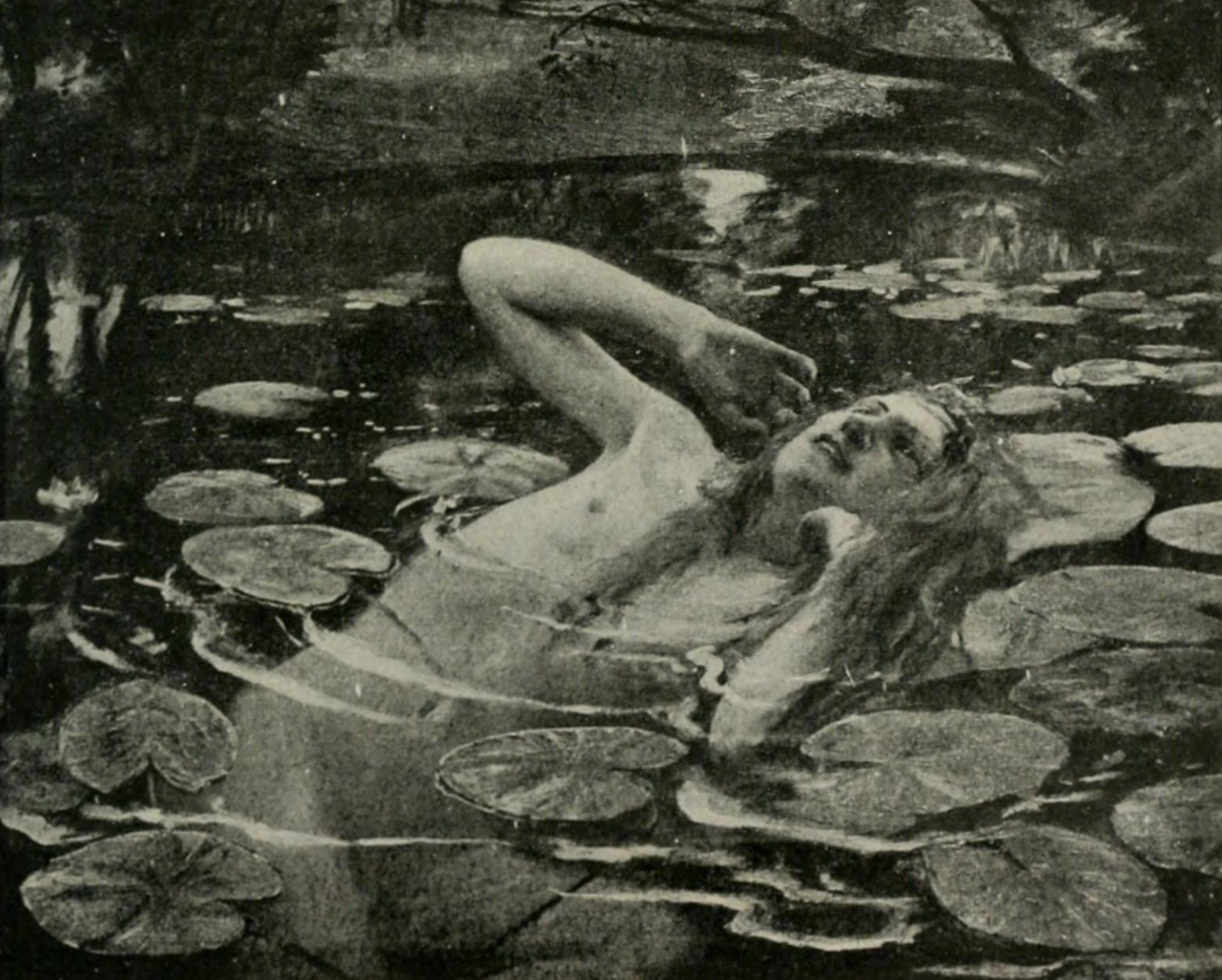
Gaston Bussière, Nénuphars (1901), huile sur toile.

Dans la mythologie grecque, les limnades (en grec ancien Λιμνάδες / Limnádes) — ou encore lyumnades, lymnades, limnatides ou limnées — sont les naïades des lacs.
Elles sont capables de lire dans les âmes des hommes et prennent la forme d’un être aimé pour les dévorer. Ces nymphes des eaux stagnantes, qui se nourrissent d’ambroisie, restent toujours belles et jeunes.
Bien qu’occupant un rang inférieur dans la hiérarchie divine, elles sont cependant admises dans l’Olympe et sont vénérées par les mortels.

## Étymologie
Le nom des limnades en grec ancien est Λιμνάδες / Limnádes ou Λειμενίδες / Leimenídes : ces formes viennent de λίμνη / límnê, qui signifie « eau stagnante » (d’où « marais », « étang » et « lac »).

## Diverses limnades
- Les Astacides ou Astakides, nymphes du lac Astakos en Bithynie[2] ;
- Bolbé (en), nymphe d'un lac thessalien du même nom, également classée parmi les Océanides en raison de sa filiation (fille d'Océan et de Téthys) ;
- Pallas et Tritée, filles du dieu Triton, ainsi que leur mère Tritonis sont toutes les trois des limnades du lac Triton en Libye[3].

Limnée (Λιμναία / Limnaía), fille du dieu indien du fleuve Gange et mère d'Athis, ne compte pas parmi les limnades en dépit de son nom, étant une des naïades des fleuves et non une des lacs.

## Sources
- Argonautiques orphiques [détail des éditions] [lire en ligne], v. 644.